# Les Malheurs d'Alfred
Les Malheurs d'Alfred är en fransk komedifilm från 1972 i regi av Pierre Richard och i huvudrollen Pierre Richard, Anny Duperey och Pierre Mondy.

## Rollista
- Pierre Richard ... Alfred Dhumonttyé
- Anny Duperey ... Agathe Bodard
- Pierre Mondy ... François Morel, en berömd TV-presentatör
- Mario David ... Kid Barrantin, boxaren
- Jean Carmet ... Paul, medlem i teamet från Paris
- Francis Lax ... Boggy, medlem i teamet från Paris
- Paul Préboist ... TV-åskådare från provins
- Yves Robert ... TV-åskådare från Paris
- Robert Dalban ... Gustave, Morels chaufför
- Paul Le Person ... polis
- Jean Saudray ... medlem i teamet från Paris
- Daniel Laloux ... medlem i teamet från Paris
- Yves Elliot ... medlem i teamet från Paris
- Marco Perrin ... Orlandi
- Evelyne Buyle ... Lucrèce
- Danielle Minazzoli ... Pauline
- Georges Beller ... TV-åskådare från Paris i café

## Om filmen
- Filmen spelades in i Senlis, Oise och i Honfleur, Calvados.